# Chopin vodka

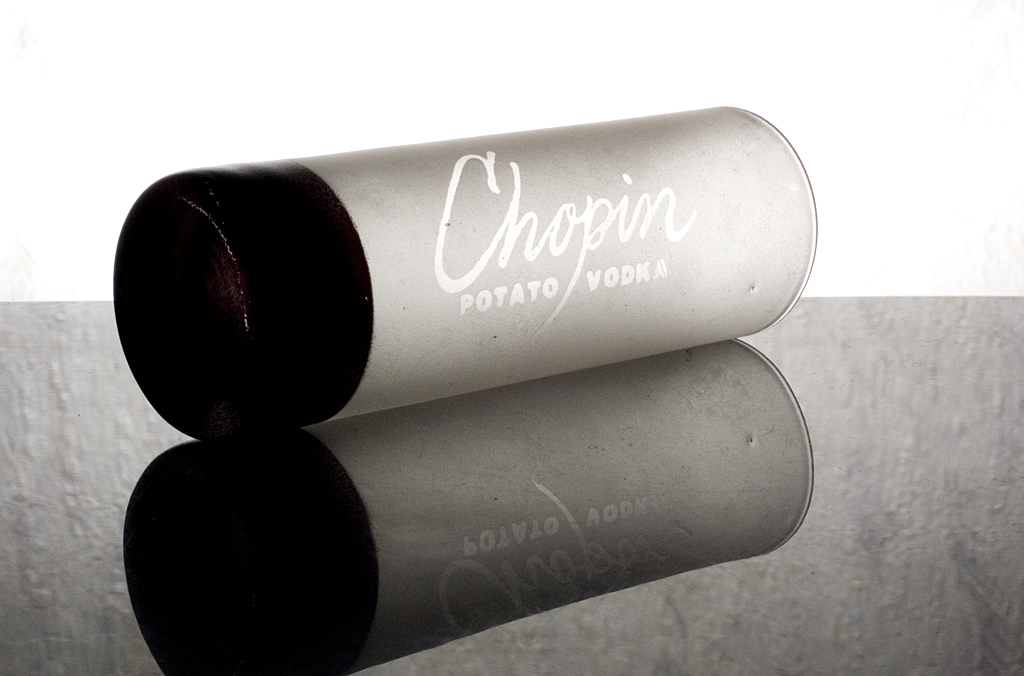

Chopin vodka là loại vodka đơn cất qua chưng cất 4 lần. Nguyên liệu để sản xuất loại vodka này là lúa mạch đen, khoai tây, lúa mì trồng ở khu vực Podlasie, Ba Lan. Nó được sản xuất bởi hãng Polmos Siedlce . 

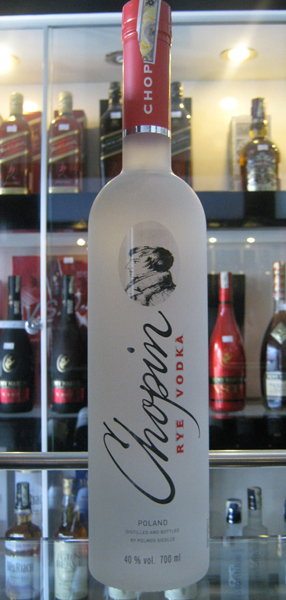
Chopin vodka được chưng cất từ lúa mạch đen

Chopin vodka lần đầu tiên được giới thiệu đến Bắc Mỹ vào năm 1997. Quá trình sản xuất được thực hiện theo lô nhỏ. Mỗi chai chopin được làm từ 7 pound khoai tây ..
Đây là loại vodka được đặt theo tên nhà soạn nhạc lãng mạn nổi tiếng Ba Lan Frédéric Chopin .
Chopin vodka khoai tây đã được gửi đến một số tổ chức xếp hạng rượu mạnh quốc tế để đánh giá, bao gồm Cuộc thi rượu mạnh quốc tế tổ chức tại San Francisco, Hội những người đam mê rượu, và Viện kiểm nghiệm đồ uống. Kết quả nhìn chung là thuận lợi, đặc biệt là trong những năm gần đây. Ví dụ, từ năm 2006 và 2011, vodka chopin khoai tây giành được một cú đúp huy chương vàng, 3 huy chương vàng và 2 huy chương bạc từ Cuộc thi rượu mạnh quốc tế tổ chức tại San Francisco.
- Chopin Extra Olives "CEO" Martini[5]
- Chopin On The Rocks
- Carrot & Ginger Martini
- Chopin Cuban
- Christmas Cosmopolitan
- Snow White
- Chopin Player's Cup
- Orange Caipiroska
- Polish Summer
- I-Dill Cocktail